# 站点地图
站点地图（英語：Sitemaps，旧称，也写为Sitemap；又称网站地图）是一种列有某个网站所有网址（URL）的XML文件，由Google最先发起。利用Sitemaps协议，网站管理员可以列出网站上可以供搜索引擎抓取的URL，并通知给后者。Sitemaps中包含有关每个URL的其他信息，如URL上次更新的时间、更新的频率以及相对于网站其他URL的重要性。搜索引擎的爬虫可以通过Sitemaps更有效地抓取网站内容，并找到可能与网站其他内容没有相互链接的URL。Sitemaps协议是对robots.txt的补充。

## 历史
Google于2005年6月宣布正在进行一项名为的实验，以知识共享许可协议发布了免费的，同时发布了一个Python的开源客户端，用于生成常见的一些Sitemaps。Sitemaps发布后，即被包括维基媒体基金会下属站点在内的许多网站采用。2006年11月，Google、雅虎和微软的Live Search宣布支持，Sitemaps成为第一个改进搜索引擎爬网过程的联合开放行动。Ask.com于2007年4月加入支持Sitemaps的厂商行列。之后，美国亚利桑那州、犹他州、弗吉尼亚州等州的政府陆续宣布将在其网站上使用Sitemaps。
后来，Sitemaps协议基于打造“对爬虫友好的Web服务器”（Crawler-friendly Web Servers）这一想法进行了改进。2012年5月，Google宣布，他们正尝试在Sitemaps中添加rel="alternate"和herflang。Google表示，使用Sitemaps并不能保证Sitemap中的所有项目都会被抓取并编制索引，但在大多数情况下，站点设置Sitemap是有益的。

## 文件格式
Sitemaps协议格式由XML标签组成。文件本身必须为UTF-8编码。Sitemaps也可以只是URL的纯文本列表。以下是仅包含一个URL并使用了所有可选标签的示例。   
```
<?xml version="1.0" encoding="utf-8"?>

<urlset
 
xmlns=
"http://www.sitemaps.org/schemas/sitemap/0.9"

   
xmlns:xsi=
"http://www.w3.org/2001/XMLSchema-instance"

   
xsi:schemaLocation=
"http://www.sitemaps.org/schemas/sitemap/0.9 http://www.sitemaps.org/schemas/sitemap/0.9/sitemap.xsd"
>

    
<url>

        
<loc>
http://example.com/
</loc>

        
<lastmod>
2006-11-18
</lastmod>

        
<changefreq>
daily
</changefreq>

        
<priority>
0.8
</priority>

    
</url>

</urlset>

```

一张站点地图必须以<urlset>开始，并在其中引用命名空间（为协议规范）。以</urlset>结束。中间以<url>……</url>分别列出每个项目，并使用<loc>……</loc>列出URL。站点地图的大小不得超过50MB、50,000个URL，若要列出超过50,000个URL，必须创建多个Sitemap文件，并在一个站点地图索引文件中列出每个站点地图文件。网站地图索引文件不能列出超过50,000个站点地图。

## 文本文件
Sitemaps也可以是文本文件中的URL简单列表，的文件规范基本适用于文本Sitemaps。该文件必须为UTF-8编码，并且不能超过10MB，也不能包含超过50,000个URL，但可以压缩为gzip文件。

## 其他站点地图类型
Google支持Sitemaps协议范围之外的许多其他XML站点地图类型，以允许网站管理员提供有关其网站内容的其他数据。视频和图像的站点地图，旨在提高网站在图像和视频搜索中的排名。
视频站点地图（Video Sitemaps）标示在搜索结果中显示的首选缩略图、视频发布日期、视频时长和其他元数据。视频站点地图还用于允许搜索引擎索引嵌入在网站上、但在外部托管（例如Vimeo或YouTube）的视频。图像站点地图（Image Sitemaps）用于标示图像元数据，例如许可信息、地理位置和图像标题。Google新闻站点地图（Google News Sitemaps）受Google支持，可以方便快速地索引新闻主题。